# Naomi Broady
Naomi Broady (nació el 28 de febrero de 1990 en Stockport) es una jugadora de tenis británica.
Broady ha ganado 9 título en individual y 13 títulos de dobles en la gira ITF en su carrera. El 7 de marzo de 2016, alcanzó su mejor ranking en sencillos el cual fue 76 del mundo. El 12 de septiembre de 2016, alcanzó el puesto número 72 del mundo en el ranking de dobles.

## Títulos WTA (1; 0+1)

### Dobles (1)
| Leyenda: Antes de 2009          | Leyenda: A partir de 2009 |
| ------------------------------- | ------------------------- |
| Grand Slam (0)                  |                           |
| Juegos Olímpicos (0)            |                           |
| WTA Tour Championships (0)      |                           |
| WTA Tournament of Champions (0) |                           |
| Tier I (0)                      | Premier Mandatory (0)     |
| Tier II (0)                     | Premier 5 (0)             |
| Tier III (0)                    | Premier (0)               |
| Tier IV & V (0)                 | International (1)         |

| N.º | Fecha              | Torneo    | Superficie | Pareja        | Oponentes en la final           | Resultado        |
| --- | ------------------ | --------- | ---------- | ------------- | ------------------------------- | ---------------- |
| 1.  | 8 de abril de 2018 | Monterrey | Dura       | Sara Sorribes | Desirae Krawczyk Giuliana Olmos | 3-6, 6-4, [10-8] |

#### Finalista (1)
| N.º | Fecha                 | Torneo    | Superficie | Pareja         | Oponentes en la final        | Resultado |
| --- | --------------------- | --------- | ---------- | -------------- | ---------------------------- | --------- |
| 1.  | 11 de octubre de 2016 | Hong Kong | Dura       | Heather Watson | Hao-Ching Chan Yung-Jan Chan | 3-6, 1-6  |

## Títulos WTA 125s (0; 0+0)
| Leyenda  | Individuales | Dobles |
| -------- | ------------ | ------ |
| WTA 125s | 0            | 0      |

### Dobles (0)

#### Finalista (1)
| N.º | Fecha                   | Torneos | Superficie | Pareja           | Oponentes                            | Resultado           |
| --- | ----------------------- | ------- | ---------- | ---------------- | ------------------------------------ | ------------------- |
| 1.  | 19 de noviembre de 2017 | Taipéi  | Carpet (i) | Monique Adamczak | Veronika Kudermetova Aryna Sabalenka | 6-2, 6-7(2), [6-10] |

## Títulos ITF

### Individual (9)
| Torneos de $100,000 |
| Torneos de $75,000  |
| Torneos de $50,000  |
| Torneos de $25,000  |
| Torneos de $15,000  |
| Torneos de $10,000  |

| Finals by surface   |
| ------------------- |
| Dura (8–6)          |
| Tierra batida (0–2) |
| Césped (1–0)        |

| N.º | Fecha                   | Torneo                      | Superficie | Oponentes              | Resultado        |
| --- | ----------------------- | --------------------------- | ---------- | ---------------------- | ---------------- |
| 1.  | 26 de enero de 2009     | Grenoble, Francia           | Dura (i)   | Youlia Fedossova       | 6-4, 6-2         |
| 2.  | 4 de mayo de 2009       | Puebla, México              | Dura       | Ajla Tomljanović       | 7–6(4), 6–3      |
| 3.  | 30 de noviembre de 2009 | Havana, Cuba                | Dura       | Yana Koroleva          | 6–2, 6–0         |
| 4.  | 7 de diciembre de 2009  | Havana, Cuba                | Dura       | Valentine Confalonieri | 6-2, 6-2         |
| 5.  | 17 de marzo de 2014     | Sharm el-Sheikh, Egipto     | Dura       | Vitalia Diatchenko     | 6–2, 3–0, ret.   |
| 6.  | 21 de abril de 2014     | Namangan, Uzbekistán        | Dura       | Nigina Abduraimova     | 6-3, 6-4         |
| 7.  | 5 de mayo de 2014       | Fukuoka, Japón              | Césped     | Kristýna Plíšková      | 5-7, 6-3, 6-4    |
| 8.  | 10 de agosto de 2015    | Landisville, Estados Unidos | Dura       | Robin Anderson         | 4-6, 6-4, 7-6(5) |
| 9.  | 1 de febrero de 2016    | Midland, Estados Unidos     | Dura       | Robin Anderson         | 6–7(6), 6–0, 6–2 |

#### Finalista (8)
| N.º | Fecha                   | Torneo                   | Superficie    | Oponentes          | Resultado           |
| --- | ----------------------- | ------------------------ | ------------- | ------------------ | ------------------- |
| 1.  | 4 de mayo de 2009       | Edimburgo, Reino Unido   | Tierra batida | Tímea Babos        | 4–6, 7–6(3), 6–7(8) |
| 2.  | 6 de septiembre de 2010 | Madrid, España           | Dura          | Marta Sirotkina    | 6-4, 4-6, 4-6       |
| 3.  | 10 de enero de 2011     | Glasgow, Reino Unido     | Dura (i)      | Jasmina Tinjić     | 2-6, 2-6            |
| 4.  | 24 de enero de 2011     | Grenoble, Francia        | Dura (i)      | Marta Domachowska  | 4-6, 4-6            |
| 5.  | 16 de mayo de 2011      | Izmir, Turquía           | Dura          | Mihaela Buzărnescu | 5-7, 4-6            |
| 6.  | 23 de abril de 2012     | Bournemouth, Reino Unido | Tierra batida | Jade Windley       | 3–6, 1–6            |
| 7.  | 4 de marzo de 2013      | Sharm el-Sheikh, Egipto  | Dura          | Daria Mironova     | 6–7(2), 6–2, 6–7(4) |
| 8.  | 10 de marzo de 2014     | Sharm el-Sheikh, Egipto  | Dura          | Vitalia Diatchenko | 6–3, 4–6, 1–6       |